# Польща на пісенному конкурсі Євробачення
Польща бере участь у Пісенному конкурсі «Євробачення» з 1994 року. Першою, хто представляла країну на конкурсі, стала Едіта Гурняк, яка зайняла 2-е місце з піснею «To nie ja!» та отримала 166 балів. На сьогодні це найкращий результат Польщі на Євробаченні.

## Історія участі

### 1994–2002
Дебют Польщі на пісенному конкурсі «Євробачення» відбувся у 1994 році. Першою, хто представляла країну на конкурсі стала Едіта Гурняк з піснею «To nie ja!», яка посіла 2-е місце та отримала 166 балів. На сьогодні це найкращий результат країни на конкурсі. Того року Польщу ледь не дискваліфікували, оскільки на той час не діяло правило вільної мови, і фурор вибухнув на генеральній репетиції, коли Гурняк заспівала другу половину «To nie ja!» англійською. Шість національних делегацій офіційно подали петицію про дискваліфікацію Польщі, однак правила Євробачення вимагали, щоб більшість делегацій (у даному випадку 13) подали скаргу, перш ніж Європейська мовна спілка могла розглянути справу про дискваліфікацію, тому країні дозволили залишитися.
Польська заявка на конкурс 1995 року знову була обрана шляхом внутрішнього відбору. Країну представляла Юстина Стечковська з піснею «Sama». Стечковська отримала лише 15 балів та зайняла 18-е місце (серед 23 країн).
Під час конкурсу в 1996 році був організований відбірковий раунд з метою скорочення числа країн-учасниць у фіналі Євробачення. Відбірковий етап не транслювався та не записувався, а національні журі перевіряли студійні версії всіх конкурсних пісень і виставляли їм бали. З 29 робіт, надісланих суспільними мовниками, до фіналу пройшли 22 пісні. Єдиною країною, яка не брала участь у відбірковому раунді, була господарка конкурсу Норвегія. Представницею Польщі стала Кася Ковальська з піснею «Chcę znać swój grzech...». Вона пройшла у фінал та посіла 15-е місце з 31 балом.
У 1997 році Польща зайняла 11-е місце завдяки Анні Марії Йопек з піснею «Ale jestem».
У 1998 році країну представляв гурт Sixteen. Вони виконали пісню «To takie proste» у фіналі конкурсу та отримали 19 балів, посівши 17-е місце з 25 учасників.
У 1999 році представником Польщі став Мечислав Щесняк з піснею «Przytul mnie mocno». Він був першим співаком-чоловіком, який представляв Польщу на Євробаченні. Він посів 18-е місце та отримав 17 балів. Через низькі результати у попередні роки, країна вперше не брала участі у 2000 році.
Польща повернулася на конкурс у 2001 році. Однак країні знову довелося відмовитись від участі наступного року, оскільки співак Piasek (П'ясек) зайняв лише 20-е місце. Повернення відбулося в 2003 році.

### 2003–2011
Для конкурсу 2003 року Польща організувала свій перший національний відбір на Євробачення. Переможцем відбору став гурт Ich Troje, який посів 7-е місце з 26 країн у фіналі. Завдяки цьому результату, країна пропустила півфінал у 2004, автоматично потрапивши до фіналу.
У 2004 році Польща знову обирала свого представника через національний фінал. Переможцем став гурт Blue Café з піснею «Love Song». У фіналі країна отримала лише 27 балів та зайняла 17-е місце.
У 2005 році TVP повернувся до внутрішнього відбору, вибравши дует Ivan & Delfin з багатомовною піснею «Czarna dziewczyna». У півфіналі Польща посіла 11-е місце з 81 балом, лише на 4 бали позаду Латвії.
У 2006 році країна знову використовувала національний відбір. Ich Troje знову були обрані представляти країну з піснею «Follow My Heart», але не змогли пройти у фінал, посівши 11-е місце з 70 балами в півфіналі, відстаючи на 6 балів від Македонії.  Польська композиція 2007 року, «Time To Party» у виконанні The Jet Set, зайняла лише 14-е місце у півфіналі.
Єдина поява Польщі у фіналі між 2005 та 2011 роками відбулася у 2008 році. Однак тоді пісня «For Life», у виконанні Айсіс Джі була кваліфікована лише завдяки резервному журі та посіла передостаннє, 24-е місце, випередивши лише Велику Британію.
У 2009 році країна обрала Лідію Копанію з піснею «I Don't Wanna Leave». У другому півфіналі вона фінішувала 12-ою із 43 балами та не потрапила у фінал.
У 2010 році Польщу представляв Марцин Мрозинський з піснею «Legenda». Він посів 13-е місце у першому півфіналі та отримав 44 бали, тим самим не пройшовши до фіналу.
У 2011 році країну представляла Магдалена Тул із польськомовною піснею «Jestem», що перекладається як «Я». Хоча спочатку Тул була фаворитом букмекерів, однак їй не вдалося пройти до фіналу та зайняла останнє, 19-е місце у першому півфіналі. На сьогодні, це найгірший результат Польщі на Євробаченні.

### 2012–2013
У грудні 2011 року було оголошено, що Польща не братиме участь у Євробаченні 2012. Головною причиною цьому стала необхідність зосередження на програмах, присвячених УЄФА Євро 2012 та трансляції літніх олімпійських ігор 2012. Згодом, TVP повідомив, що країна не братиме участь у 2013 році.

### Повернення
5 грудня 2013 року TVP підтвердив, що Польща повернеться на пісенний конкурс Євробачення у 2014 році. 25 лютого було оголошено, що Донатан та Клео представлятимуть Польщу з піснею «My Słowianie». Країна пройшла до фіналу вперше з 2008 року, посівши 8-е місце з 70 балами у другому півфіналі. Донатан та Клео виступили у фіналі під 9-им номером і в підсумку посіли 14-е місце з 62 балами. Цей дует показав кращі результати серед телеглядачів, посівши 3-є місце у півфіналі та 5-е у фіналі відповідно.

### 2015–2024
У 2015 році Польща знову використала внутрішній відбір, обравши Моніку Кушиньську з піснею «In the Name of Love». Вона стала першою в історії учасницею Євробачення, яка виступала у інвалідному візку через те, що її паралізувало після серйозної автомобільної аварії в 2006 році. Кушинська виступала останньою у другому півфіналі та пройшла кваліфікацію. У фіналі вона зайняла 23-є місце, отримавши 10 балів.
На початку жовтня 2015 року TVP підтвердив свою участь у Євробаченні 2016. 26 січня 2016 року директор TVP1 повідомив, що представника Польщі буде обрано через національний фінал. Переможцем став Міхал Шпак з піснею «Color of Your Life». Співак виступив у другому півфіналі та пройшов кваліфікацію, посівши 6-е місце зі 151 балом. У фіналі конкурсу, Шпак виступив під номером 12, де зайняв 8-е місце, отримавши 229 балів.
У 2017 році TVP вирішив провести другий національний фінал, інтерес до якого виявився меншим. Переможцем оголошено Касю Мось із піснею «Flashlight». Співачка посіла 9-е місце у першому півфіналі та отримала 119 балів. У фіналі, вона виступила 2-ою і зайняла 22-е місце, набравши 64 бали.
У 2018 році польська кваліфікація завершилася, коли пісня «Light Me Up» у виконанні польського ді-джея Groome та Лукаса Майєра, не змогла пройти у фінал, посівши 14-е місце з 81 балом у другому півфіналі. Це перша заявка Польщі після її повернення на конкурс у 2014 році, яка не потрапила до фіналу.
У 2019 році TVP повернувся до внутрішнього відбору після успішного внутрішнього вибору Роксани Венгель, яка перемогла на дитячому пісенному конкурсі Євробачення 2018. 15 лютого 2019 року було оголошено, що мовник обрав Tulia представником Польщі у Тель-Авіві з піснею «Pali się». Однак країні не вдалося пройти до фіналу, посівши 11-е місце зі 120 очками у першому півфіналі, лише на 2 очки відстаючи від Білорусі.
У 2020 році Аліція виграла національний фінал з піснею «Empires», здобувши перемогу як у глядачів, так і у журі. Однак пізніше конкурс скасували через пандемію COVID-19.
У 2021 році Польщу представляв Рафал Бжозовський з піснею «The Ride». Співак не зміг пройти у фінал, фінішувавши 14-им з 35 балами у другому півфіналі.
У 2022 році TVP використовував національний фінал «Tu bije serce Europy! Wybieramy hit na Eurowizję», щоб обрати представника країни на Євробачення 2022. Переможцем національного фіналу став Охман з піснею «River». У другому півфіналі співак посів 6-е місце та отримав 198 балів. У фіналі він виступив під номером 23, де зайняв 12-е місце зі 151 балом.
У 2023 році «Tu bije serce Europy! Wybieramy hit na Eurowizję» знову було використано для вибору польського представника на Євробачення 2023. Національний фінал відбувся 26 лютого 2023 року, де перемогла Бланка з піснею «Solo». Її перемога викликала негативну реакцію серед польських ЗМІ та шанувальників Євробачення. Співачка виступила у другому півфіналі конкурсу та зайняла 3-є місце, набравши 124 бали, що є найкращим результатом для Польщі у півфіналі на сьогодні. У фіналі вона виступила четвертою та фінішувала 19-ою з 93 балами.
У  2024 році мовник повернувся до внутрішнього відбору. 19 лютого 2024 року було оголошено, що Польщу на конкурсі в Мальме представлятиме Luna з піснею «The Tower». У першому півфіналі 7 травня вона зайняла 12-е місце з 35 балами та не пройшла до фіналу.

## Учасники Євробачення від Польщі
Умовні позначення
     Переможець
     Друге місце
     Третє місце
     Четверте місце
     П'яте місце
     Останнє місце
     Автоматичний фіналіст
     Не пройшла до фіналу
     Участь скасовано
     Не брала участі
| Рік                               | Місце проведення | Виконавець           | Пісня                            | Мова                                      | Переклад                  | Фінал                            | Фінал                            | Півфінал                         | Півфінал                         |
| Рік                               | Місце проведення | Виконавець           | Пісня                            | Мова                                      | Переклад                  | Місце                            | Бали                             | Місце                            | Бали                             |
| --------------------------------- | ---------------- | -------------------- | -------------------------------- | ----------------------------------------- | ------------------------- | -------------------------------- | -------------------------------- | -------------------------------- | -------------------------------- |
| 1994                              | Дублін           | Едіта Гурняк         | «To nie ja!»                     | польська                                  | Це не я!                  | 2-е                              | 166                              | Без півфіналів                   | Без півфіналів                   |
| 1995                              | Дублін           | Юстина Стечковська   | «Sama»                           | польська                                  | Самотня                   | 18-е                             | 15                               | Без півфіналів                   | Без півфіналів                   |
| 1996                              | Осло             | Кася Ковальска       | «Chcę znać swój grzech…»         | польська                                  | Я хочу знати свій гріх... | 15-е                             | 31                               | 15-е                             | 42                               |
| 1997                              | Дублін           | Анна Марія Йопек     | «Ale jestem»                     | польська                                  | Але я                     | 11-е                             | 54                               | Без півфіналів                   | Без півфіналів                   |
| 1998                              | Бірмінгем        | Sixteen              | «To takie proste»                | польська                                  | Це так просто             | 17-е                             | 19                               | Без півфіналів                   | Без півфіналів                   |
| 1999                              | Єрусалим         | Мечислав Щесняк      | «Przytul mnie mocno»             | польська                                  | Тримай мене міцніше       | 18-е                             | 17                               | Без півфіналів                   | Без півфіналів                   |
| 2000                              | Стокгольм        | Не брала участь      | Не брала участь                  | Не брала участь                           | Не брала участь           | Не брала участь                  | Не брала участь                  | Без півфіналів                   | Без півфіналів                   |
| 2001                              | Копенгаген       | П'ясек               | «2 Long»                         | англійська                                | Задовго                   | 20-е                             | 11                               | Без півфіналів                   | Без півфіналів                   |
| 2002                              | Таллінн          | Не брала участь      | Не брала участь                  | Не брала участь                           | Не брала участь           | Не брала участь                  | Не брала участь                  | Без півфіналів                   | Без півфіналів                   |
| 2003                              | Рига             | Ich Troje            | «Keine Grenzen – Żadnych granic» | німецька, польська, російська             | Без обмежень              | 7-е                              | 90                               | Без півфіналів                   | Без півфіналів                   |
| 2004                              | Стамбул          | Blue Café            | «Love Song»                      | англійська, іспанська                     | Любовна пісня             | 17-е                             | 27                               | Топ-11 у минулому році           | Топ-11 у минулому році           |
| 2005                              | Київ             | Ivan & Delfin        | «Czarna dziewczyna»              | польська, російська                       | Чорна дівчина             | Не вдалося кваліфікуватися       | Не вдалося кваліфікуватися       | 11-е                             | 81                               |
| 2006                              | Афіни            | Ich Troje            | «Follow My Heart»                | англійська, німецька, польська, російська | Йди за моїм серцем        | Не вдалося кваліфікуватися       | Не вдалося кваліфікуватися       | 11-е                             | 70                               |
| 2007                              | Гельсінкі        | The Jet Set          | «Time to Party»                  | англійська                                | Час для вечірки           | Не вдалося кваліфікуватися       | Не вдалося кваліфікуватися       | 14-е                             | 75                               |
| 2008                              | Белград          | Айсіс Джі            | «For Life»                       | англійська                                | Для життя                 | 24-е                             | 14                               | 10-е                             | 42                               |
| 2009                              | Москва           | Лідія Копанія        | «I Don't Wanna Leave»            | англійська                                | Я не хочу йти             | Не вдалося кваліфікуватися       | Не вдалося кваліфікуватися       | 12-е                             | 43                               |
| 2010                              | Осло             | Марчін Мрозинський   | «Legenda»                        | англійська, польська                      | Легенда                   | Не вдалося кваліфікуватися       | Не вдалося кваліфікуватися       | 13-е                             | 44                               |
| 2011                              | Дюссельдорф      | Магдалена Тул        | «Jestem»                         | польська                                  | Я                         | Не вдалося кваліфікуватися       | Не вдалося кваліфікуватися       | 19-е                             | 18                               |
| Не брала участь y 2012-2013 роках |                  |                      |                                  |                                           |                           |                                  |                                  |                                  |                                  |
| 2014                              | Копенгаген       | Донатан та Клео      | «My Słowianie»                   | польська, англійська                      | Ми слов'яни               | 14-е                             | 62                               | 8-е                              | 70                               |
| 2015                              | Відень           | Моніка Кушинська     | «In the Name of Love»            | англійська                                | В ім'я любові             | 23-є                             | 10                               | 8-е                              | 57                               |
| 2016                              | Стокгольм        | Міхал Шпак           | «Color of Your Life»             | англійська                                | Колір твого життя         | 8-е                              | 229                              | 6-е                              | 151                              |
| 2017                              | Київ             | Кася Мось            | «Flashlight»                     | англійська                                | Ліхтарик                  | 22-е                             | 64                               | 9-е                              | 119                              |
| 2018                              | Лісабон          | Gromee та Лукас Маєр | «Light Me Up»                    | англійська                                | Запали мене               | Не вдалося кваліфікуватися       | Не вдалося кваліфікуватися       | 14-е                             | 81                               |
| 2019                              | Тель-Авів        | Tulia                | «Pali się»                       | польська, англійська                      | Вогонь кохання            | Не вдалося кваліфікуватися       | Не вдалося кваліфікуватися       | 11-е                             | 120                              |
| 2020                              | Роттердам        | Аліція               | «Empires»                        | англійська                                | Імперії                   | Конкурс скасовано через COVID-19 | Конкурс скасовано через COVID-19 | Конкурс скасовано через COVID-19 | Конкурс скасовано через COVID-19 |
| 2021                              | Роттердам        | Рафал Бжозовський    | «The Ride»                       | англійська                                | Поїздка                   | Не вдалося кваліфікуватися       | Не вдалося кваліфікуватися       | 14-е                             | 35                               |
| 2022                              | Турин            | Охман                | «River»                          | англійська                                | Річка                     | 12-е                             | 151                              | 6-е                              | 198                              |
| 2023                              | Ліверпуль        | Бланка               | «Solo»                           | англійська                                | Соло                      | 19-е                             | 93                               | 3-є                              | 124                              |
| 2024                              | Мальме           | Luna                 | «The Tower»                      | англійська                                | Вежа                      | Не вдалося кваліфікуватися       | Не вдалося кваліфікуватися       | 12-е                             | 35                               |
| 2025                              | Базель           | Юстина Стечковська   | «Gaja»                           | польська, англійська                      | Гея                       | 14-е                             | 156                              | 7-е                              | 85                               |

## Пісні за мовою
| Пісні | Мова       | Роки                                                    |
| ----- | ---------- | ------------------------------------------------------- |
| 19    | Англійська | 2001, 2004, 2006–2010, 2014–2025                        |
| 14    | Польська   | 1994–1999, 2003, 2005–2006, 2010–2011, 2014, 2019, 2025 |
| 2     | Німецька   | 2003, 2006                                              |
| 1     | Російська  | 2003, 2005–2006                                         |
| 1     | Іспанська  | 2004                                                    |

## Нагороди

### Премія Барбари Декс
| Рік  | Виконавець | Пісня    | Місце | Бали | Місто проведення | Прим.  |
| ---- | ---------- | -------- | ----- | ---- | ---------------- | ------ |
| 2001 | П'ясек     | «2 Long» | 20-е  | 11   | Копенгаген       | [ 16 ] |

## Пов'язана участь

### Диригенти
| Рік  | Диригент            |
| ---- | ------------------- |
| 1994 | Ноел Келехан        |
| 1995 | Ноел Келехан        |
| 1996 | Вєслав Пєрегорулька |
| 1997 | Кшесимір Дембський  |
| 1998 | Вєслав Пєрегорулька |

### Глави делегації
Кожен мовник, який бере участь у Пісенному конкурсі «Євробачення», призначає голову делегації як контактну особу ЄМС та голову своєї делегації на заході. До складу делегації, чиї розміри можуть сильно відрізнятися, входять керівник преси, виконавці, автори пісень, композитори, бек-вокалісти тощо.
| Рік       | Глава делегації    | Прим.  |
| --------- | ------------------ | ------ |
| 2010–2011 | Марія Маковська    |        |
| 2019–2020 | Марта Пєкарська    | [ 18 ] |
| 2021–2023 | Майя Фрайбс        | [ 18 ] |
| 2024      | Марта Пєкарська    | [ 19 ] |
| 2025      | Томаш Соловінський | [ 20 ] |

### Сценічні режисери
| Рік  | Сценічні режисери                      | Прим.  |
| ---- | -------------------------------------- | ------ |
| 2009 | Болеслав Павиця                        | [ 21 ] |
| 2010 | Даріуш Левандовський                   | [ 22 ] |
| 2014 | Миколай Добровольський                 |        |
| 2015 | Миколай Добровольський                 |        |
| 2017 | Конрад Смуга                           |        |
| 2018 | Конрад Смуга                           |        |
| 2019 | Конрад Смуга                           |        |
| 2021 | Миколай Добровольський                 | [ 23 ] |
| 2022 | Миколай Добровольський та Томаш Клімек | [ 24 ] |
| 2023 | Миколай Добровольський                 | [ 25 ] |
| 2024 | Джеррі Рів                             | [ 26 ] |

### Коментатори та речники
| Рік       | Канал                                    | Коментатор                          | Речник                              |
| --------- | ---------------------------------------- | ----------------------------------- | ----------------------------------- |
| 1965      | TV Polska                                | Невідомо                            | Не брали участь                     |
| 1966      | TV Polska                                | Невідомо                            | Не брали участь                     |
| 1967      | TV Polska                                | Невідомо                            | Не брали участь                     |
| 1968      | Telewizja Polska                         | Невідомо                            | Не брали участь                     |
| 1969      | Не транслювали                           | Не транслювали                      | Не брали участь                     |
| 1970      | Telewizja Polska                         | Невідомо                            | Не брали участь                     |
| 1971      | Telewizja Polska                         | Невідомо                            | Не брали участь                     |
| 1972      | Не транслювали                           | Не транслювали                      | Не брали участь                     |
| 1973      | Не транслювали                           | Не транслювали                      | Не брали участь                     |
| 1974      | Telewizja Polska                         | Невідомо                            | Не брали участь                     |
| 1975      | TP1                                      | Невідомо                            | Не брали участь                     |
| 1976      | TP1                                      | Невідомо                            | Не брали участь                     |
| 1977      | TP1                                      | Невідомо                            | Не брали участь                     |
| 1978      | TP1                                      | Невідомо                            | Не брали участь                     |
| 1979      | Не транслювали                           | Не транслювали                      | Не брали участь                     |
| 1980      | Не транслювали                           | Не транслювали                      | Не брали участь                     |
| 1981      | Невідомо                                 | Невідомо                            | Не брали участь                     |
| 1982      | Не транслювали                           | Не транслювали                      | Не брали участь                     |
| 1983      | TP1                                      | Невідомо                            | Не брали участь                     |
| 1984      | TP1                                      | Невідомо                            | Не брали участь                     |
| 1985      | TP1                                      | Невідомо                            | Не брали участь                     |
| 1986      | TP1                                      | Невідомо                            | Не брали участь                     |
| 1987      | TP1                                      | Невідомо                            | Не брали участь                     |
| 1988      | TP1                                      | Невідомо                            | Не брали участь                     |
| 1989      | TP1                                      | Невідомо                            | Не брали участь                     |
| 1990      | TVP1                                     | Невідомо                            | Не брали участь                     |
| 1991      | TP1                                      | Невідомо                            | Не брали участь                     |
| 1992      | TVP1                                     | Артур Ожех та Марія Шабловська      | Не брали участь                     |
| 1993      | TVP1                                     | Артур Ожех та Марія Шабловська      | Не брали участь                     |
| 1994      | TVP1                                     | Артур Ожех                          | Ян Хойнацький                       |
| 1995      | TVP1                                     | Артур Ожех                          | Ян Хойнацький                       |
| 1996      | TVP1                                     | Дорота Осман                        | Ян Хойнацький                       |
| 1997      | TVP1                                     | Ян Вілканс                          | Ян Хойнацький                       |
| 1998      | TVP1                                     | Артур Ожех                          | Ян Хойнацький                       |
| 1999      | TVP1                                     | Артур Ожех                          | Ян Хойнацький                       |
| 2000      | TVP1                                     | Артур Ожех                          | Не брали участь                     |
| 2001      | TVP1                                     | Артур Ожех                          | Мацей Орлош                         |
| 2002      | TVP1                                     | Артур Ожех                          | Не брали участь                     |
| 2003      | TVP1                                     | Артур Ожех                          | Мацей Орлош                         |
| 2004      | TVP1                                     | Артур Ожех                          | Мацей Орлош                         |
| 2005      | TVP1                                     | Артур Ожех                          | Мацей Орлош                         |
| 2006      | TVP1, TVP Polonia                        | Артур Ожех                          | Мацей Орлош                         |
| 2007      | TVP1                                     | Артур Ожех                          | Мацей Орлош                         |
| 2008      | TVP1, TVP Polonia (1-ий півфінал, Фінал) | Артур Ожех                          | Радослав Бжозька                    |
| 2009      | TVP1 (2-ий півфінал, Фінал)              | Артур Ожех                          | Радослав Бжозька                    |
| 2010      | TVP1                                     | Артур Ожех                          | Олександра Росяк                    |
| 2011      | TVP1                                     | Артур Ожех                          | Одета Моро-Фігурська                |
| 2012–2013 | Не транслювали                           | Не транслювали                      | Не брали участь                     |
| 2014      | TVP1, TVP1 HD, TVP Polonia, TVP Rozrywka | Артур Ожех                          | Пауліна Хилевська                   |
| 2015      | TVP1, TVP1 HD, TVP Polonia, TVP Rozrywka | Артур Ожех                          | Олександра Цюпа                     |
| 2016      | TVP1, TVP1 HD, TVP Polonia, TVP Rozrywka | Артур Ожех                          | Анна Попек                          |
| 2017      | TVP1, TVP Polonia, TVP Rozrywka          | Артур Ожех                          | Анна Попек                          |
| 2018      | TVP1, TVP Polonia                        | Артур Ожех                          | Матеуш Шимковяк                     |
| 2019      | TVP1, TVP Polonia                        | Артур Ожех                          | Матеуш Шимковяк                     |
| 2020      | Не оголошено до скасування конкурсу      | Не оголошено до скасування конкурсу | Не оголошено до скасування конкурсу |
| 2021      | TVP1, TVP Polonia                        | Марек Сероцький та Олександр Сікора | Іда Новаковська                     |
| 2022      | TVP1, TVP Polonia                        | Марек Сероцький та Олександр Сікора | Іда Новаковська                     |
| 2023      | TVP1, TVP Polonia                        | Марек Сероцький та Олександр Сікора | Іда Новаковська                     |
| 2024      | TVP1, TVP Polonia                        | Артур Ожех                          | Вікі Габор                          |

## Галерея

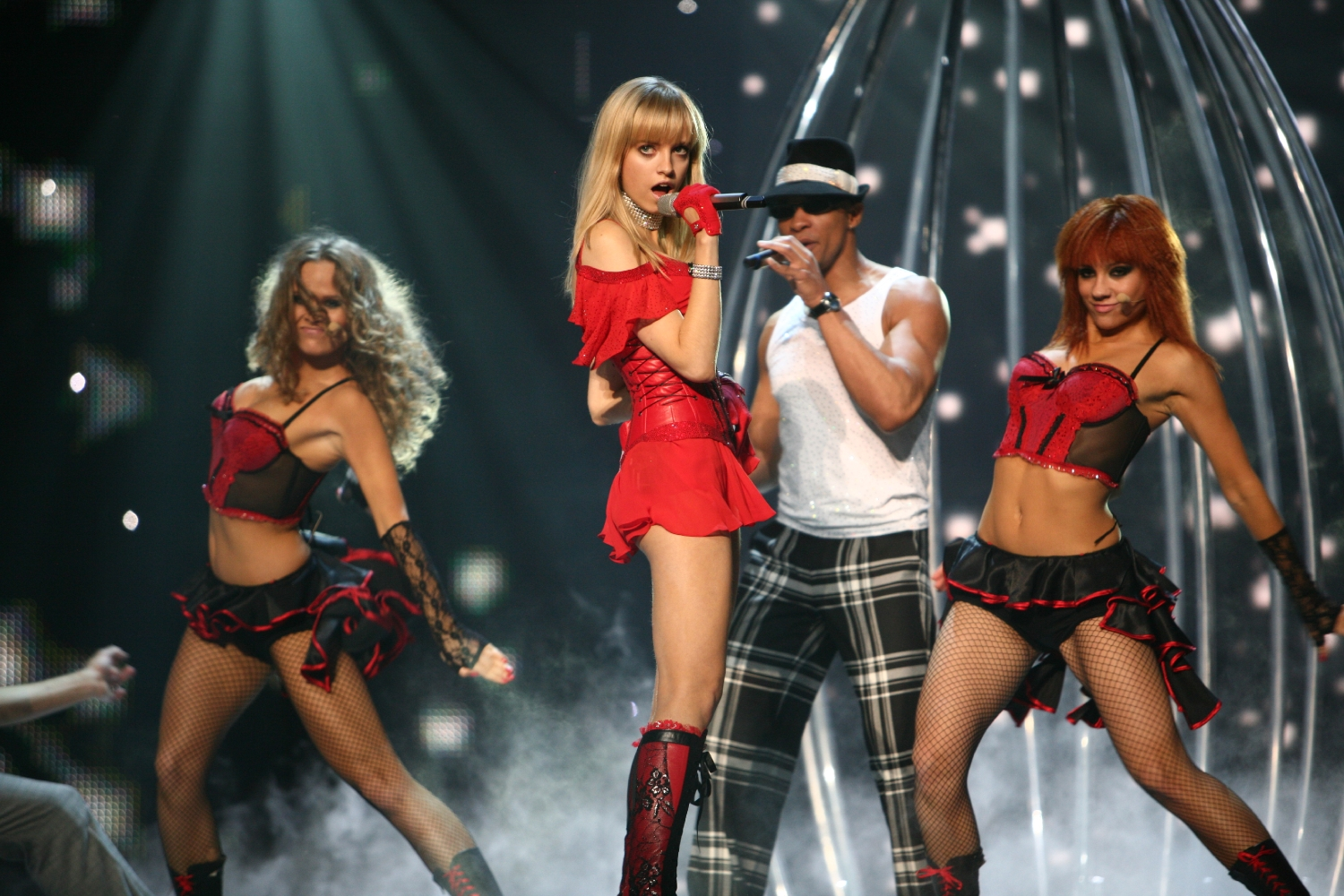
The Jet Set у Гельсінкі (2007)
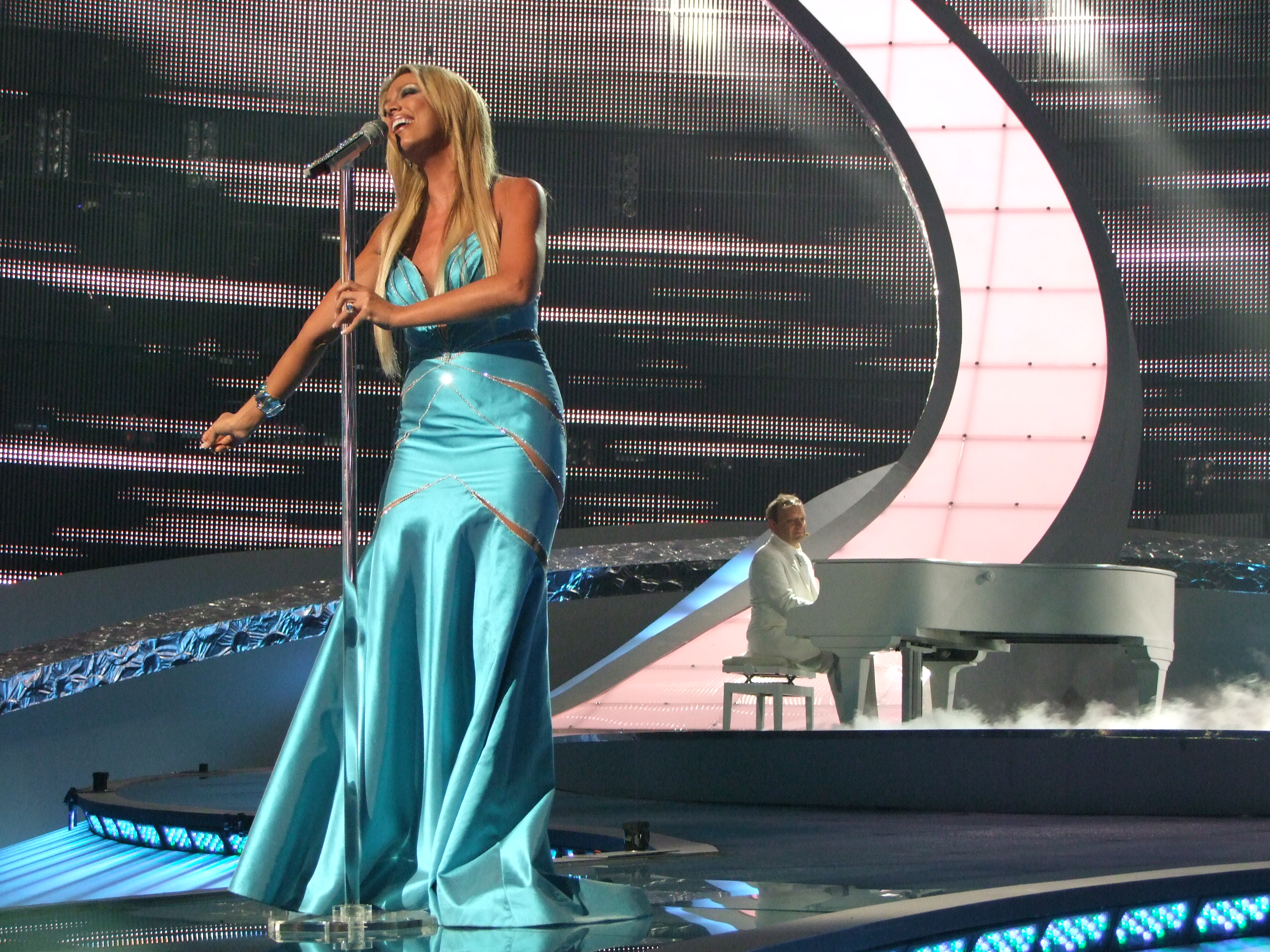
Айсіс Джі у Белграді (2008)
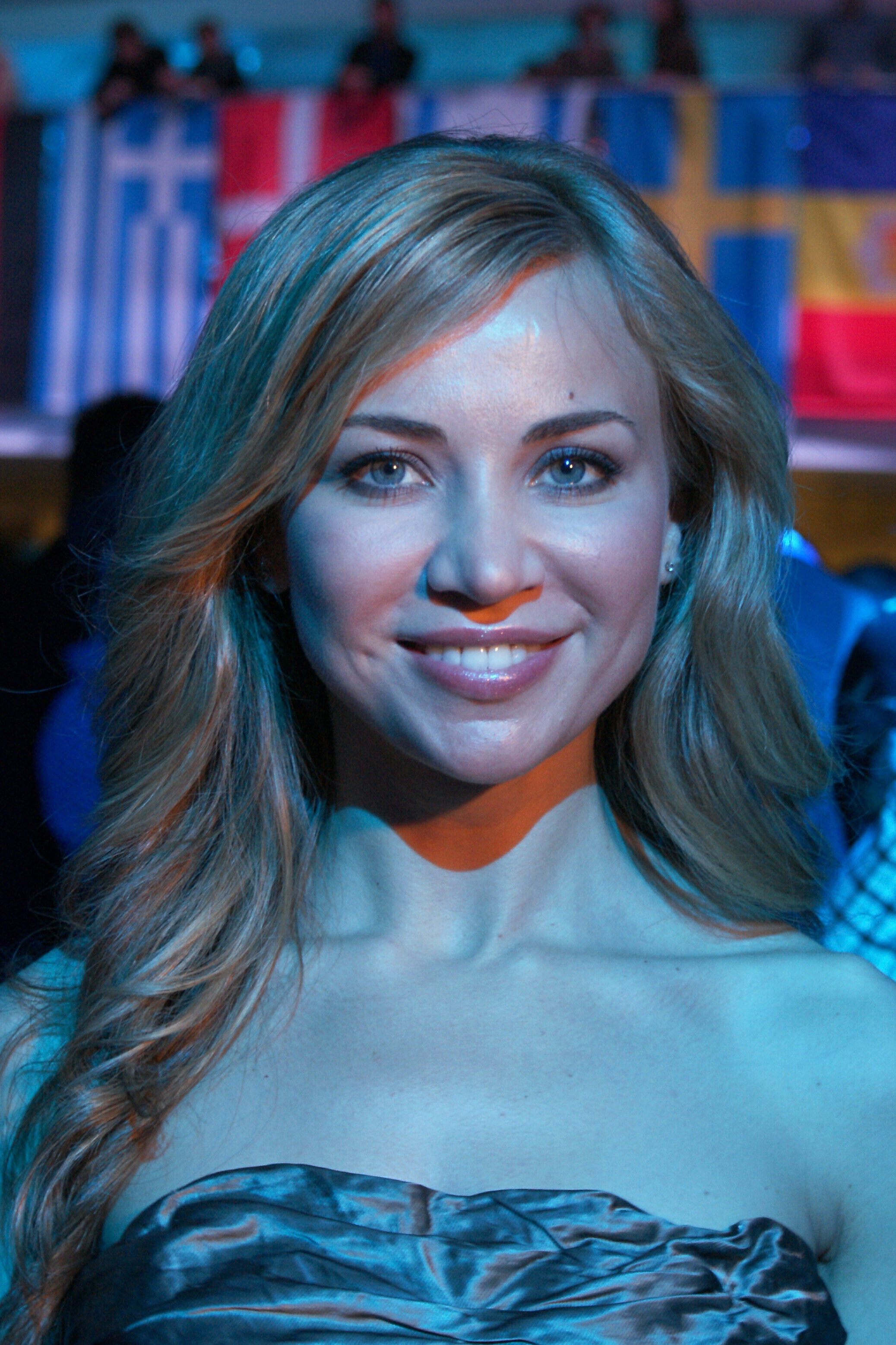
Лідія Копанія у Москві (2009)
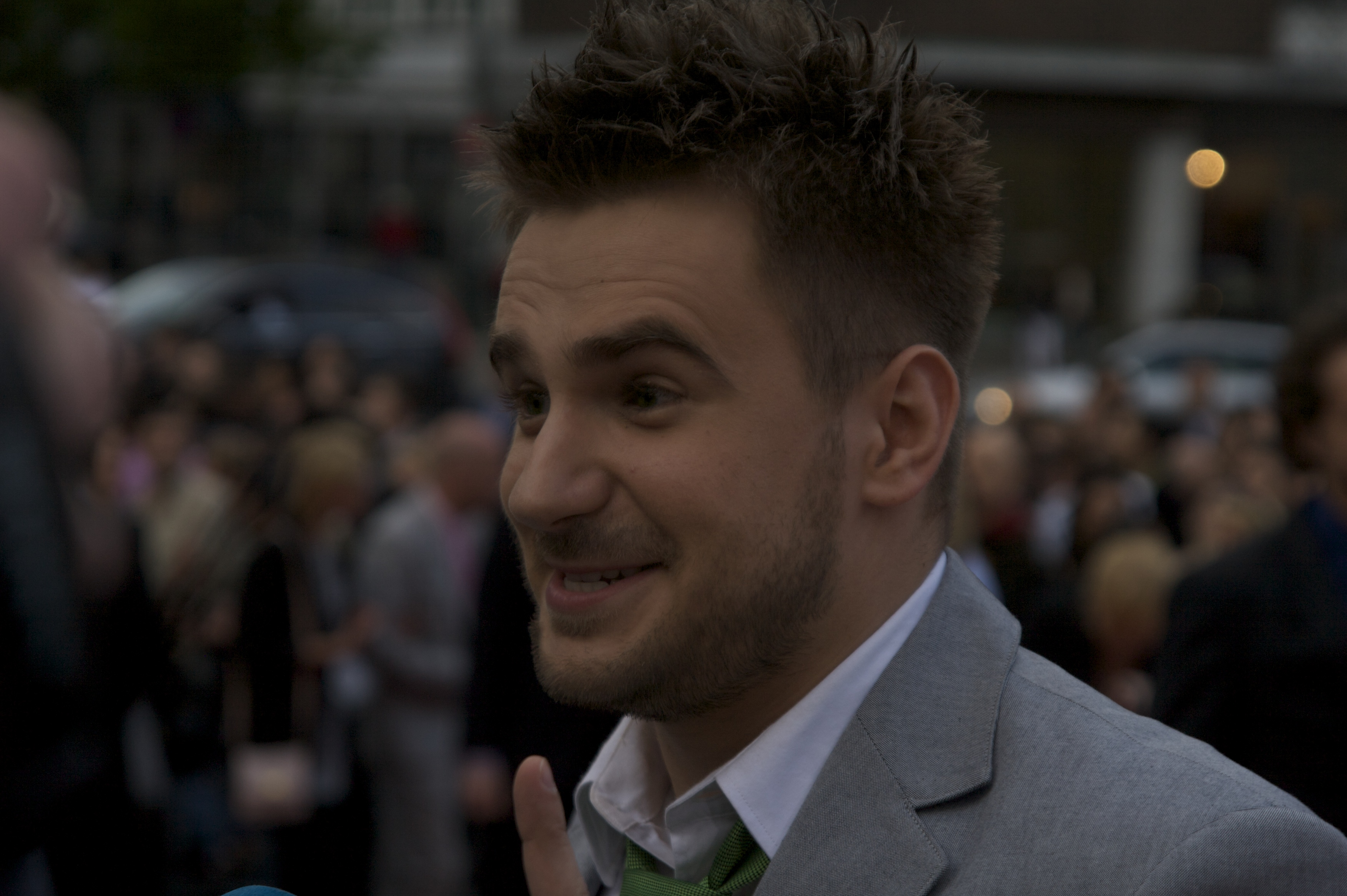
Марчін Мрозинський в Осло (2010)
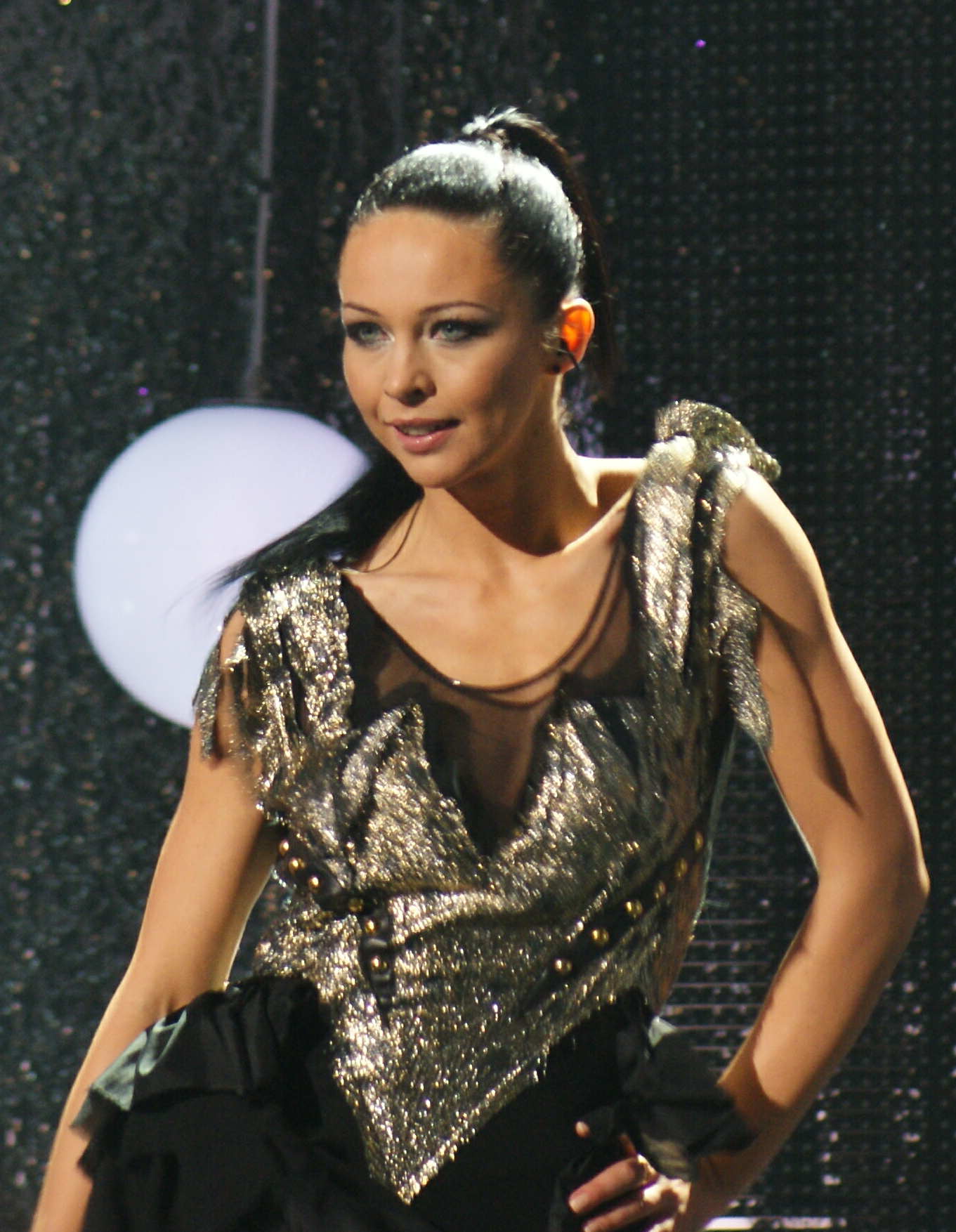
Магдалена Тул у Дюссельдорфі (2011)
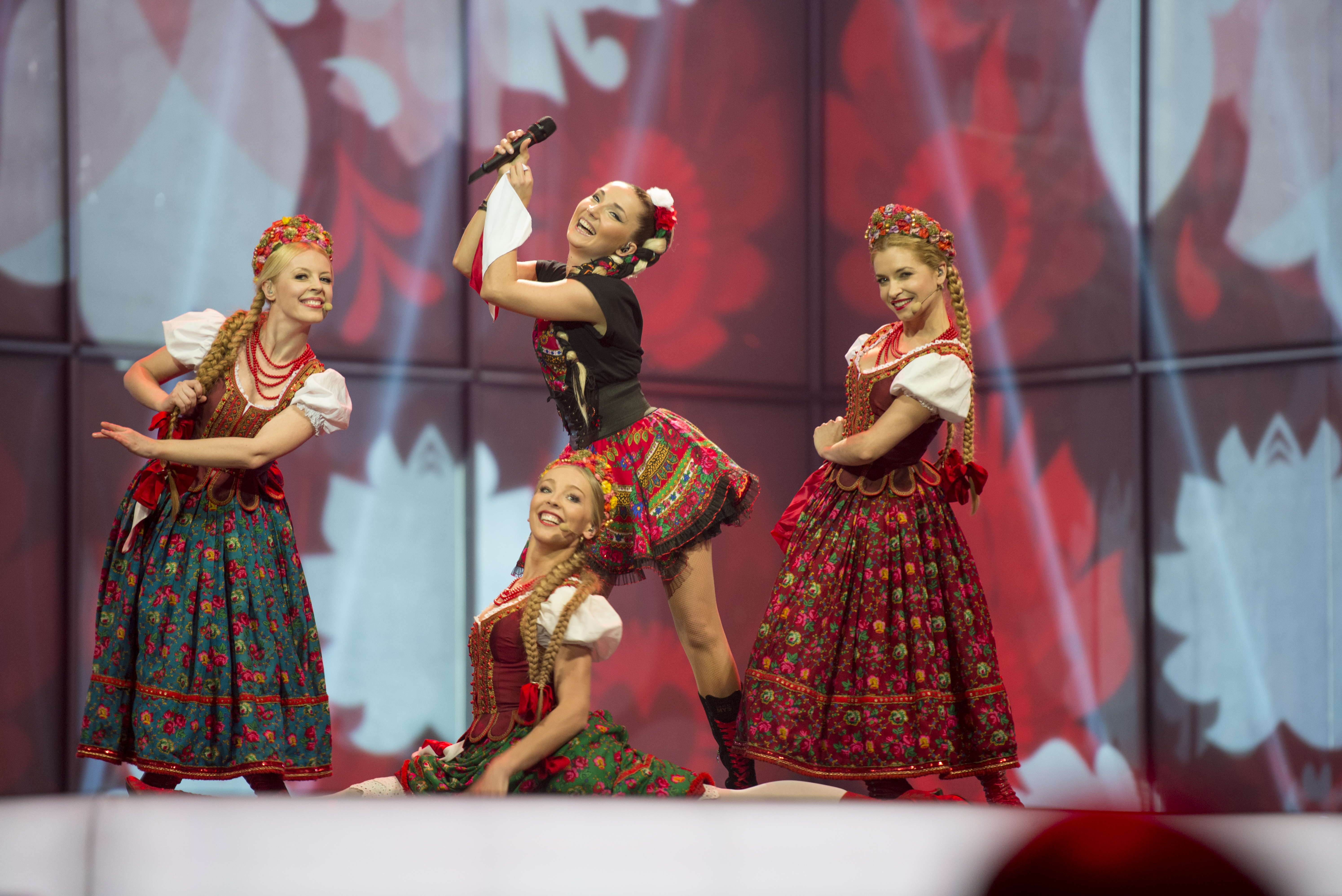
Донатан та Клео у Копенгагені (2014)
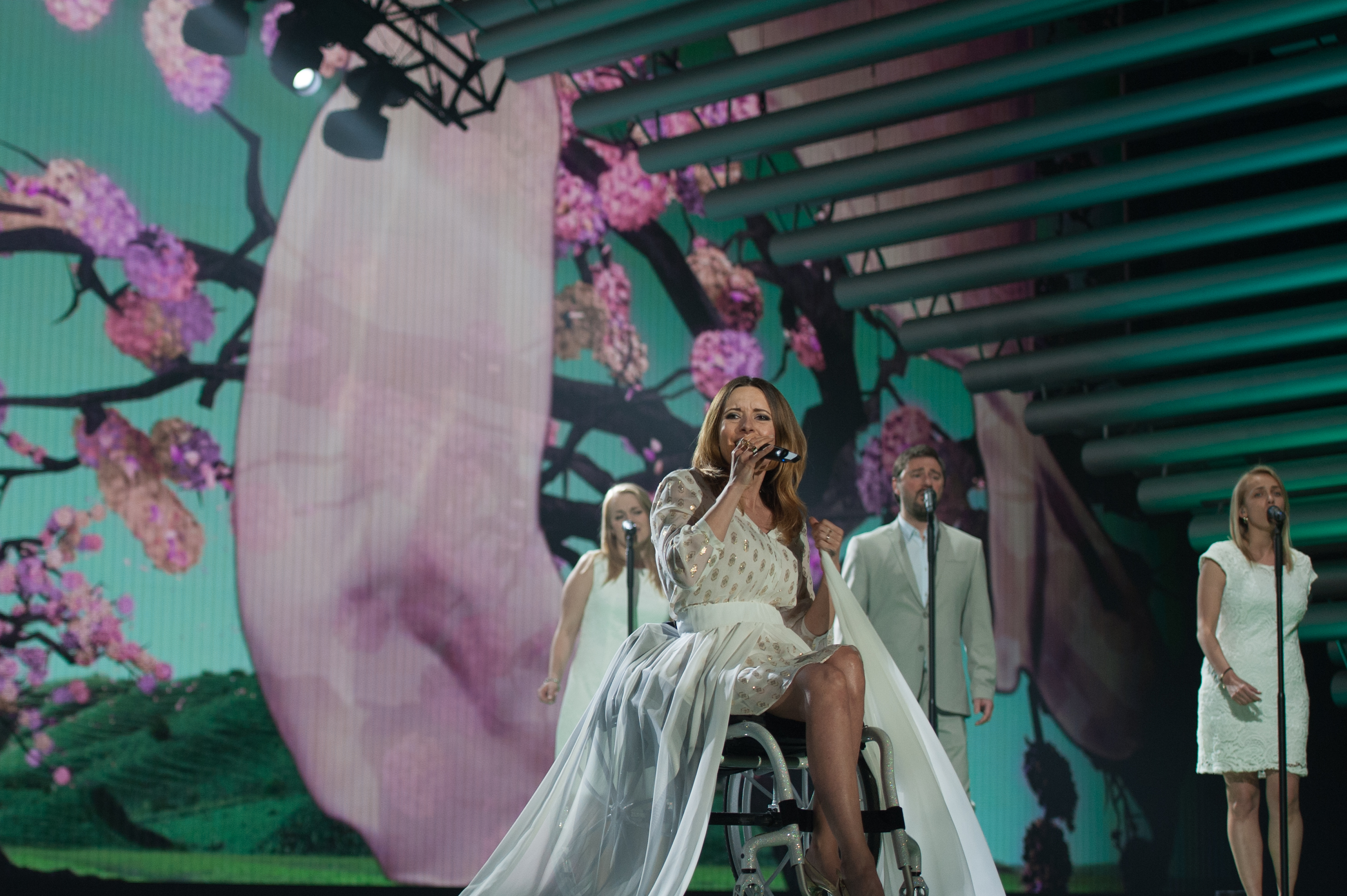
Моніка Кушинська у Відні (2015)
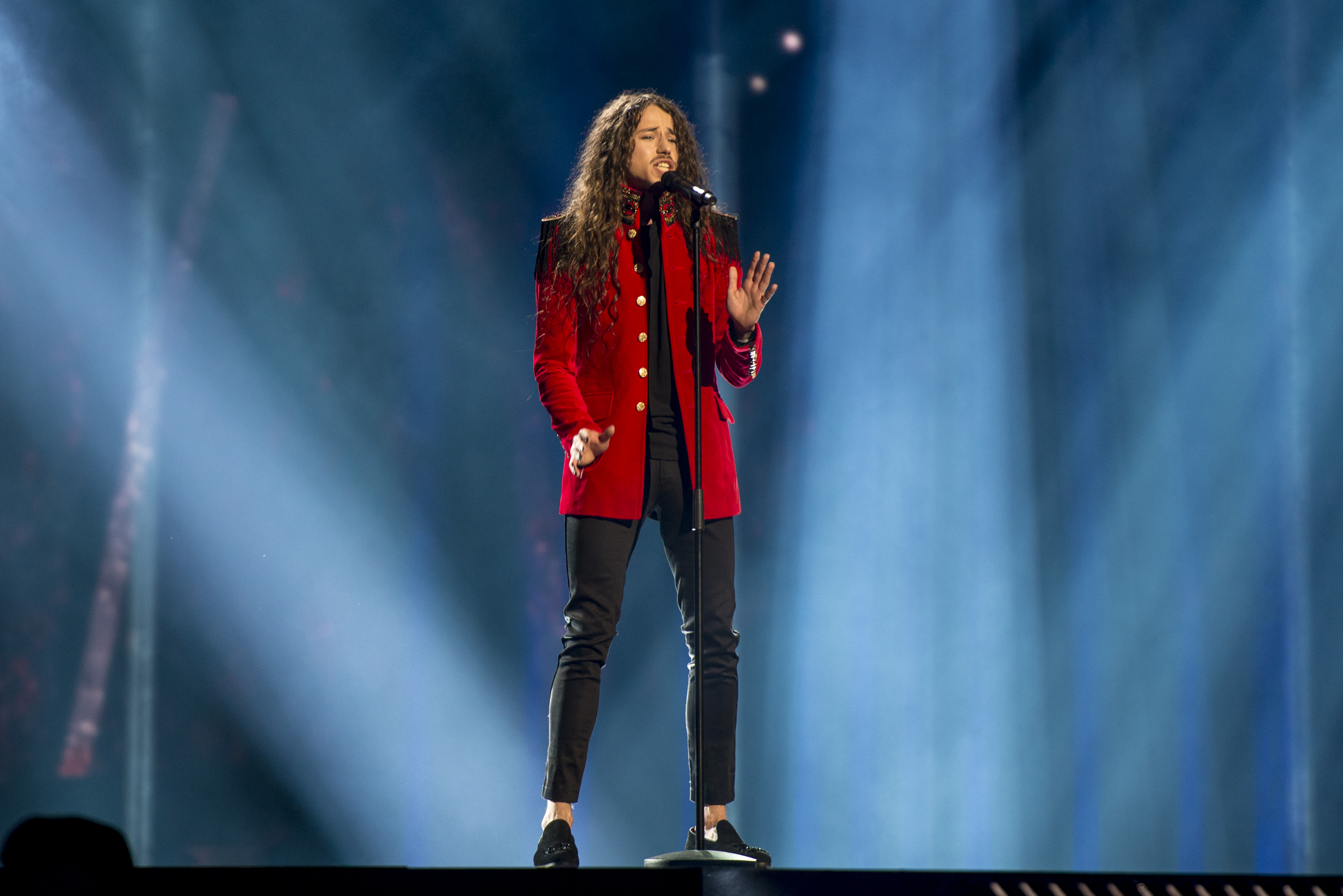
Міхал Шпак у Стокгольмі (2016)
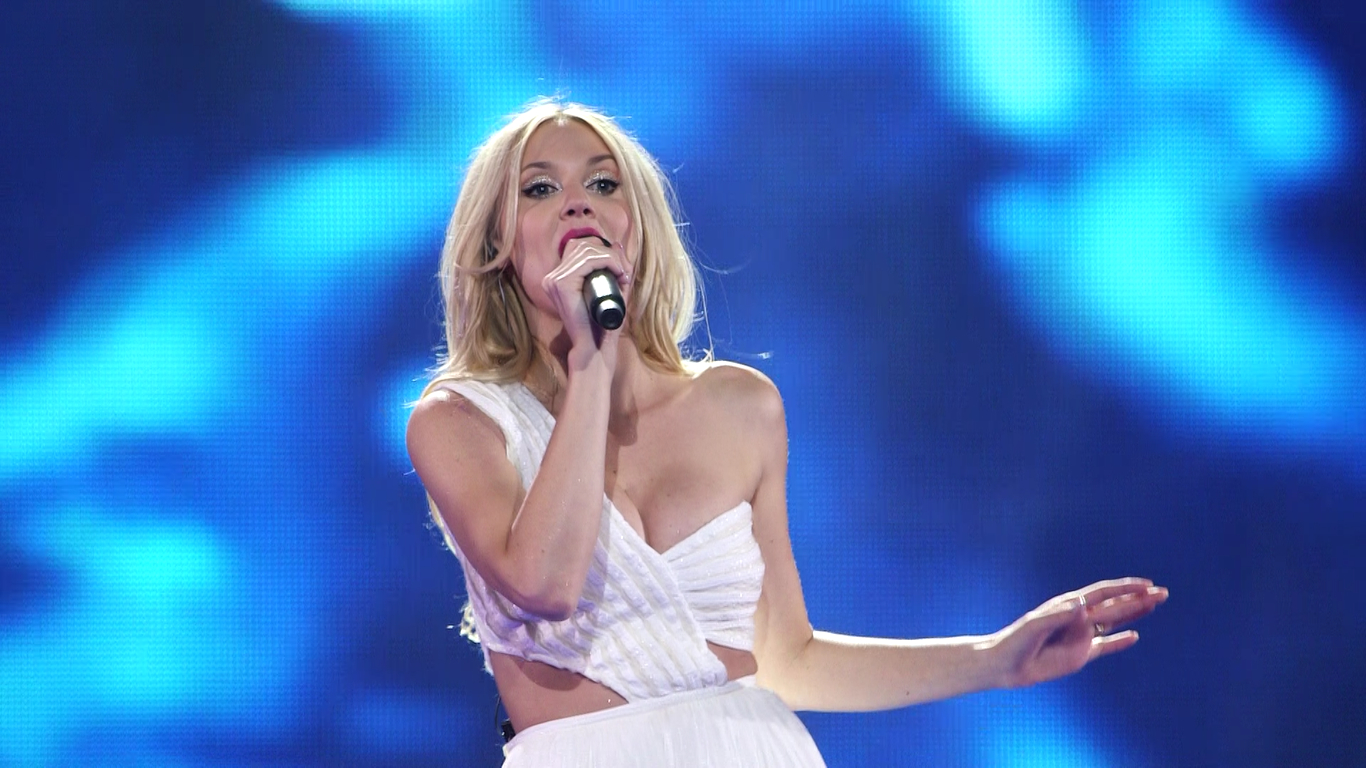
Кася Мось у Києві (2017)
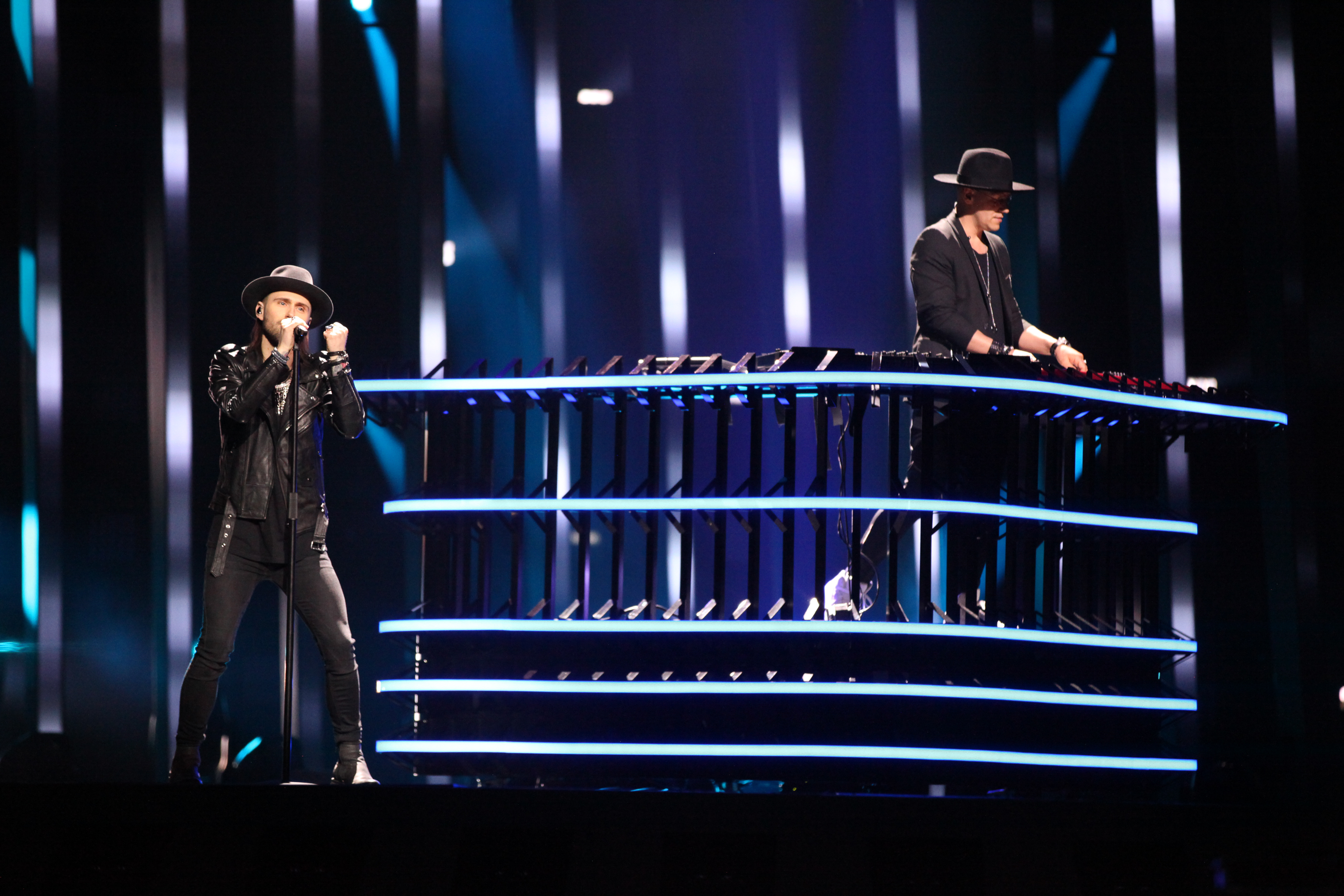
Gromee та Лукас Маєр у Лісабоні (2018)
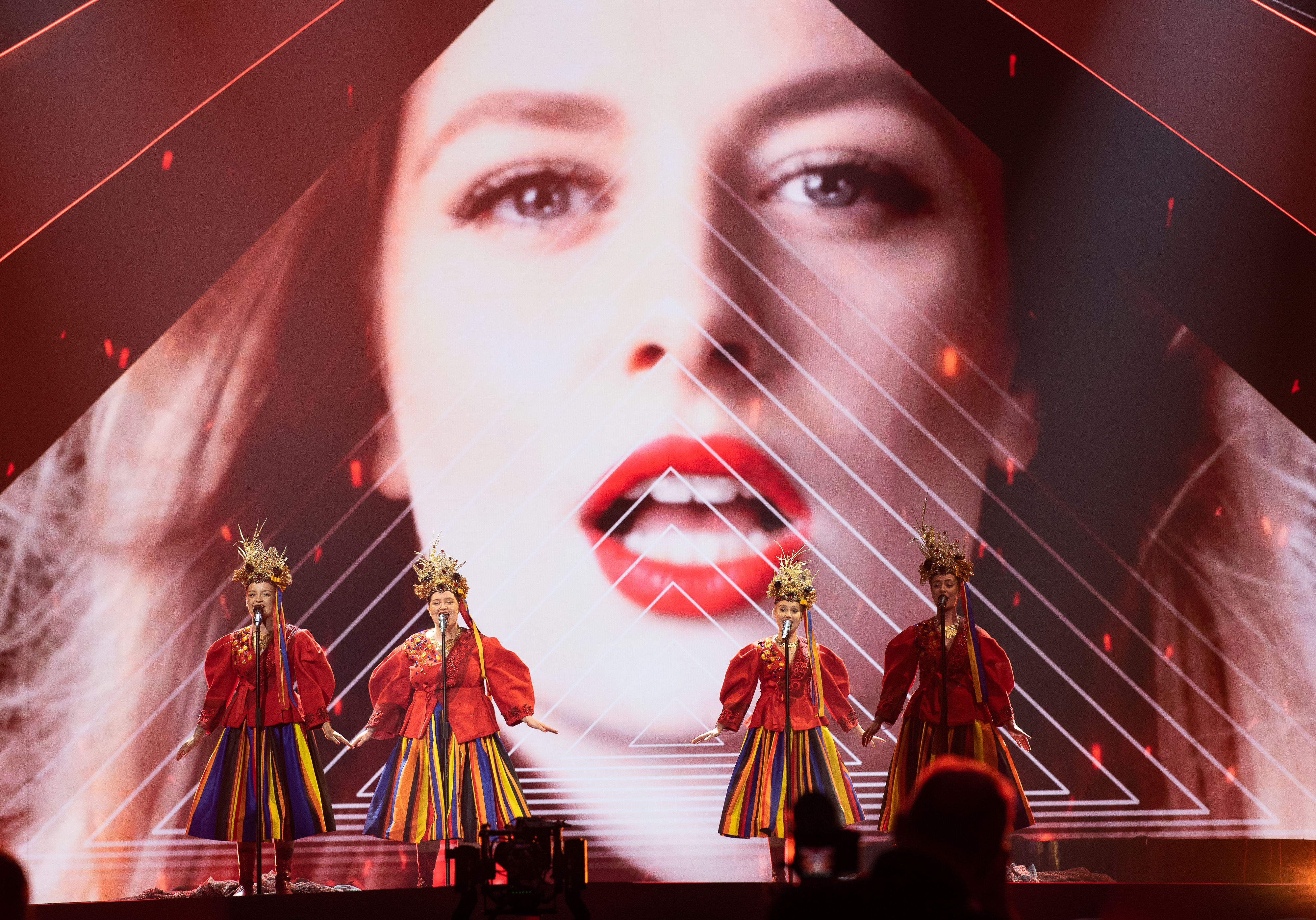
Tulia у Тель-Авіві (2019)
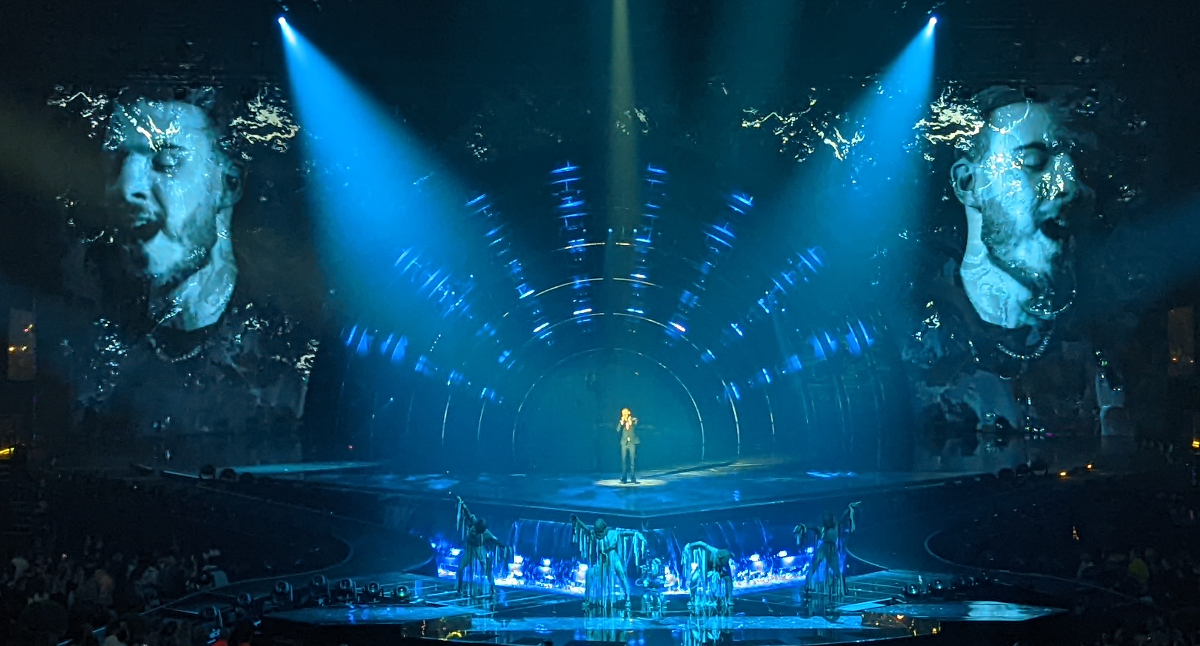
Охман у Турині (2022)
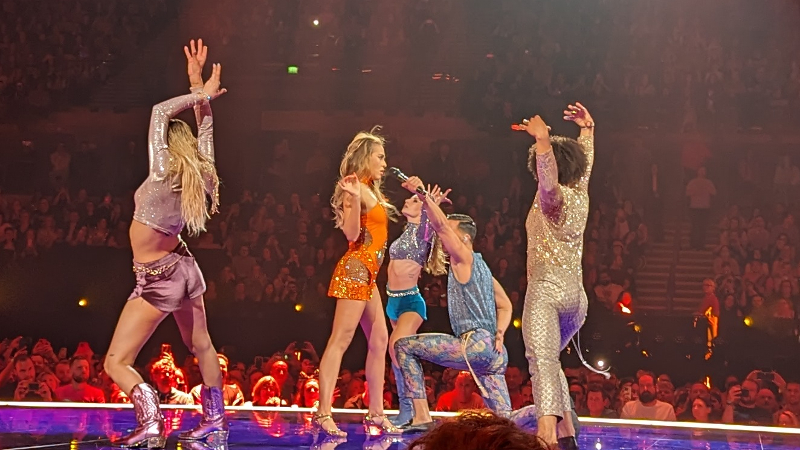
Бланка у Ліверпулі (2023)
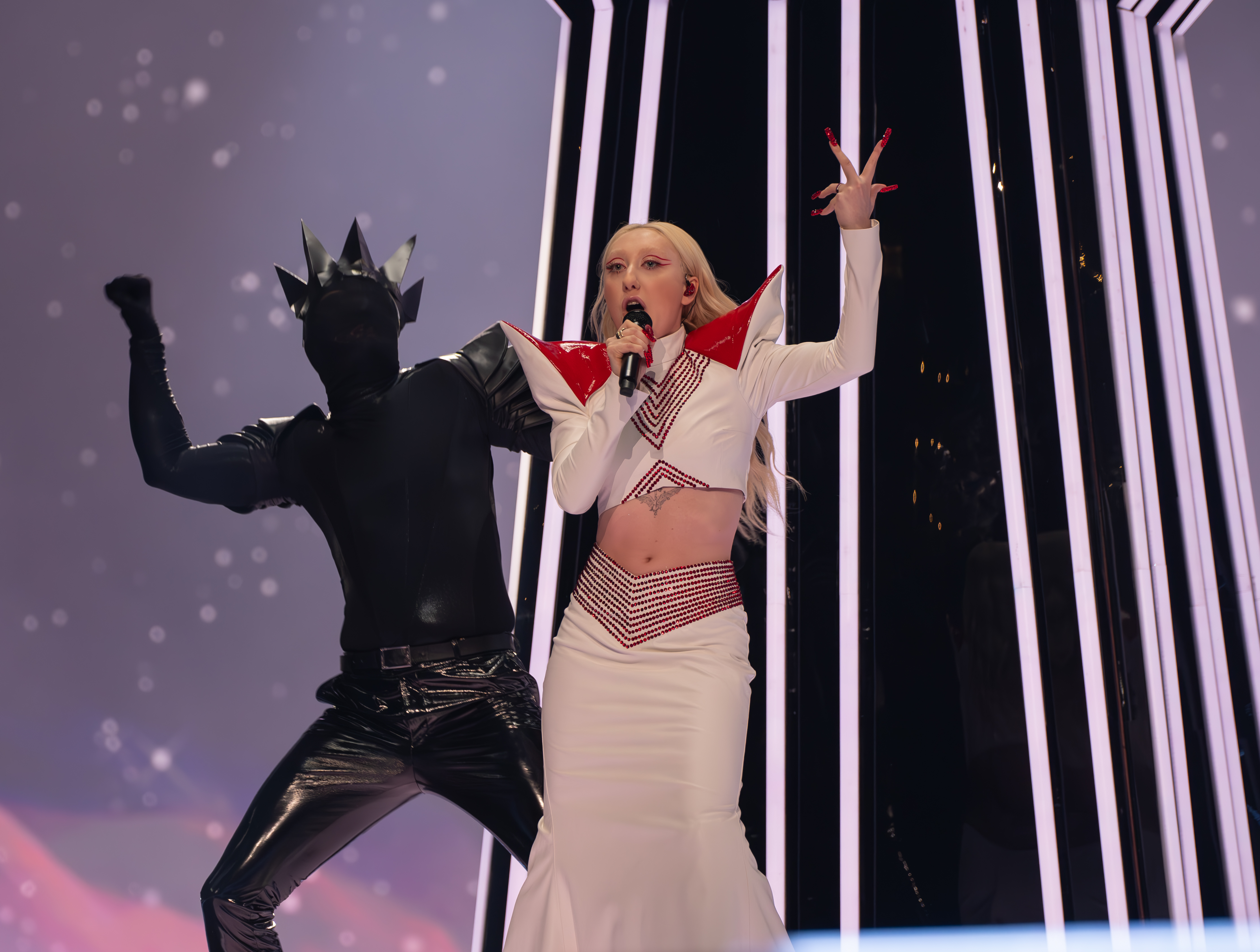
Luna в Мальме (2024)
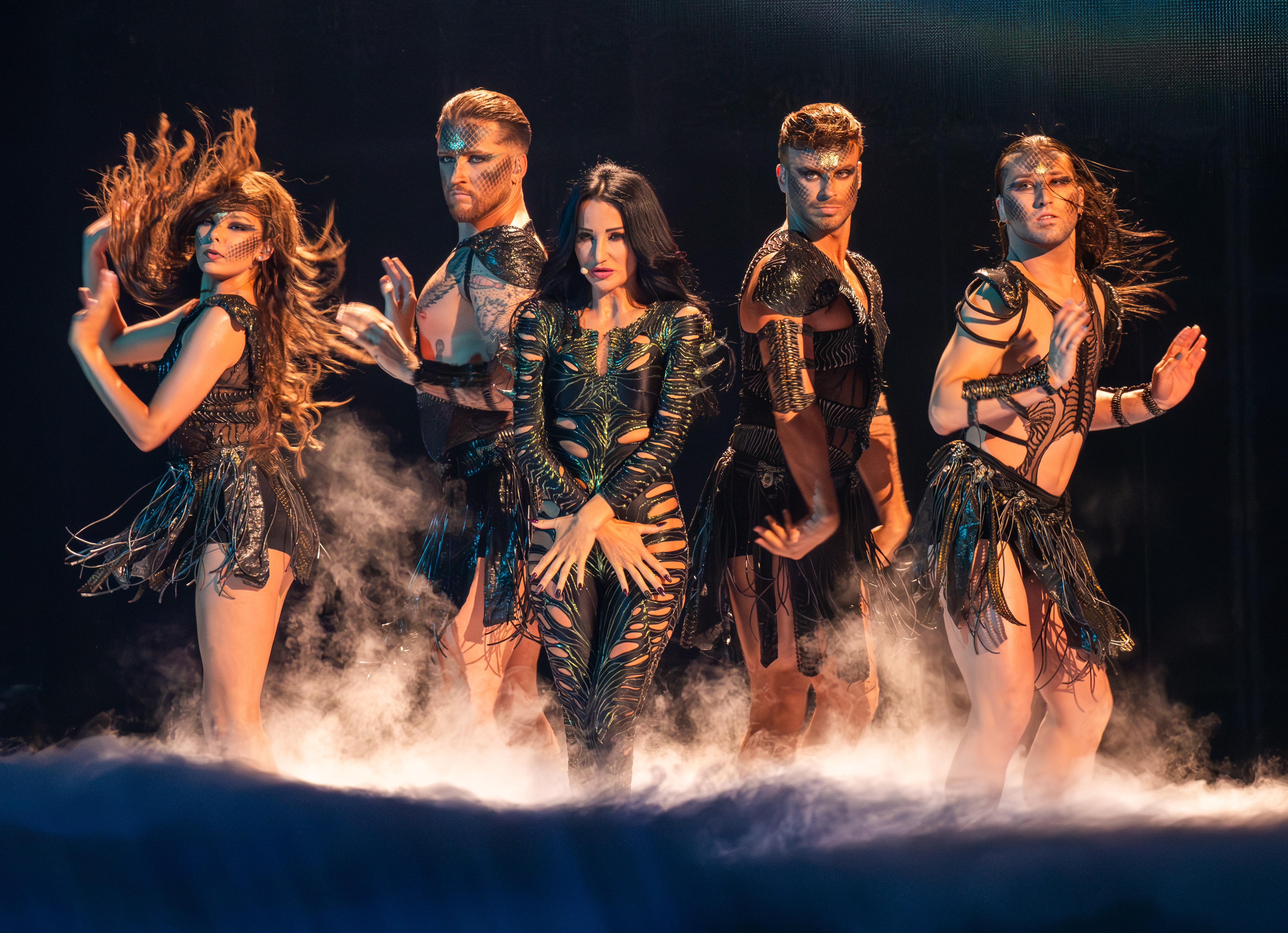
Юстина Стечковська в Базелі (2025)

## Статистика голосувань (1994–2024)
| №  | Дано      | Дано | Отримано        | Отримано |
| №  | Країни    | Бали | Країни          | Бали     |
| -- | --------- | ---- | --------------- | -------- |
| 1  | Україна   | 190  | Німеччина       | 80       |
| 2  | Швеція    | 129  | Велика Британія | 66       |
| 3  | Норвегія  | 91   | Україна         | 58       |
| 4  | Ізраїль   | 74   | Ірландія        | 55       |
| 5  | Італія    | 73   | Австрія         | 52       |
| 6  | Бельгія   | 71   | Франція         | 51       |
| 7  | Німеччина | 68   | Норвегія        | 45       |
| 8  | Австралія | 64   | Литва           | 43       |
| 9  | Франція   | 64   | Ісландія        | 42       |
| 10 | Естонія   | 63   | Греція          | 35       |

## Нотатки
1. ↑  Згідно з тодішніми правилами Євробачення, країни «Великої четвірки» та 10 країн, які посіли з 10 по 1 місце у фіналі минулого конкурсу, автоматично потрапляли до фіналу. Інші 10 країн потрапляють до фіналу з півфіналу. Якщо країна «Великої Четвірки» зайняла з 10 по 1 місце на минулорічному конкурсі, то з півфіналу до фіналу потрапляє 11 країн, і так далі (це залежить від кількості країн «Великої четвірки», які посіли з 10 по 1 місце у фіналі).